# George Alfred Henty
George Alfred Henty (8 décembre 1832 – 16 novembre 1902) est un prolifique romancier anglais, correspondant de guerre et partisan de l'expansion coloniale. On le connaît surtout pour ses romans d'aventures historiques, très populaires à la fin du XIXe siècle. On cite parmi ses œuvres Out on the Pampas (1871), The Young Buglers (1880), With Clive in India (1884) et Wulf the Saxon (1895).

## Biographie
G. A. Henty naquit à Trumpington (en), près de Cambridge. Enfant fragile, il dut aux maladies qui le retenaient fréquemment au lit de devenir un grand lecteur et de développer dans son esprit une large gamme d'intérêts qu'il conserva à l'âge adulte. Il fréquenta la Westminster School de Londres et plus tard le Gonville and Caius College de Cambridge, où il se montra un sportif passionné. Quand la guerre de Crimée éclata, il abandonna l'université avant même d'obtenir un diplôme afin de se porter volontaire pour le Commissariat aux hôpitaux militaires. On l'envoya en Crimée où il fut témoin des conditions épouvantables dans lesquelles le soldat britannique devait se battre. Il remplissait les lettres qu'il écrivait à sa famille de descriptions si vivantes de ce qu'il voyait que son père, impressionné, les envoya à un journal, le Morning Advertiser, qui les publia. Ce premier succès dans l'écriture incita par la suite Henty à accepter l'offre de devenir correspondant spécial, nom donné initialement aux journalistes que l'on appelle maintenant correspondants de guerre.
Peu de temps avant de démissionner de l'armée avec le grade de capitaine en 1859, il épousa Elizabeth Finucane. Le couple eut quatre enfants. Elizabeth mourut en 1865 après une longue maladie et peu de temps après sa mort Henty commença à écrire des articles pour le journal The Standard qui, en 1866, l'envoya comme correspondant spécial couvrir la guerre entre l'Autriche et l'Italie, ce qui lui donna l'occasion de rencontrer Garibaldi. Il couvrit par la suite en 1868 l'expédition britannique en Abyssinie, la guerre franco-allemande, la guerre contre les Ashanti, la rébellion carliste en Espagne et la guerre russo-turque de 1877-1878. Il assista aussi à l'ouverture du Canal de Suez et voyagea en Palestine, en Russie et aux Indes.
Henty a dit un jour dans une interview comment son talent de conteur était né des histoires qu'il racontait à ses enfants après le dîner. Il écrivit son premier livre pour la jeunesse, Out on the Pampas, en 1868, en donnant aux principaux personnages les noms de ses enfants. L'ouvrage fut publié par Griffith et Farran en novembre 1870 avec sur la page de titre la date de 1871. Alors que la plupart de ses 122 livres étaient destinés à la jeunesse, il écrivit aussi écrit des romans pour adultes, des œuvres non romanesques comme The March to Magdala et Those Other Animals, des histoires courtes à la demande de The Boy's Own Paper et il dirigea the Union Jack, magazine hebdomadaire pour garçons.
Ses romans pour la jeunesse avaient généralement pour héros un garçon ou un jeune homme vivant dans des temps troublés. Les époques allaient des guerres puniques à des conflits plus récents comme les guerres napoléoniennes ou la Guerre de Sécession. Les héros de Henty – qui étaient parfois des jeunes filles de bonne famille – sont immanquablement intelligents, courageux, honnêtes, pleins de ressources et débordant de courage, ce qui ne les empêche pas de rester modestes. De telles qualités ont fait aujourd'hui la popularité des romans de Henty dans les milieux chrétiens et chez les éducateurs. Le 16 novembre 1902, Henty mourut à bord de son yacht dans le Port de Weymouth, Dorset peu avant d'avoir fini son dernier roman, By Conduct and Courage qui fut terminé par son fils, le Capitaine C.G. Henty.Henty repose dans le Cimetière Brompton à Londres.

## Les publications
Henty a écrit 122 ouvrages de fictions historiques, et toutes les premières éditions portent la date au bas de la page de titre. Plusieurs histoires courtes publiées sous forme de livres sont comprises dans ce total, avec d'autres tirées de romans plus longs précédemment publiés. Les dates indiquées ci-dessous sont celles que l'on trouve au bas de la page de titre des premières éditions parues au Royaume-Uni. C'est une erreur trop commune de croire que les éditions américaines ont précédé les éditions britanniques. Tous les titres, en fait, sauf un, ont paru d'abord au Royaume-Uni. L'explication de cette erreur est très simple, c'est que les éditions Charles Scribner's Sons de New York dataient les livres de l'année en cours, tandis que les éditions Blackie au Royaume-Uni les dataient de l'année suivante pour qu'à Noël ils donnassent l'impression qu'on venait de les faire paraître. Le seul titre de Henty publié sous forme de livre en Amérique avant de l'être en Grande-Bretagne est In the Hands of the Cave-Dwellers, daté 1900 et publié par Harper à New York. Ce titre n'a paru sous forme de livre au Royaume-Uni qu'en 1903, bien que l'histoire elle-même eût déjà été publiée en Angleterre avant la première édition américaine, dans The Boy's Own de l'année. Il arrive souvent que ceux qui vendent des livres de Henty, ou des sites Internet qui les énumèrent, fassent figurer dans leur nombre Forest and Frontier (appelé aussi Forests and Frontiers, alors que la Henty Society a confirmé qu'il n'en était pas l'auteur..
Tous les ouvrages de Henty sont actuellement réimprimés et disponibles chez de nombreux éditeurs américains.

## La destinée étrange de Jean de Gamala
Dans son livre For the Temple (1888) Henty a imaginé le personnage de Jean de Gamala, en reconnaissant dans la préface qu'il était purement imaginaire : « Je me suis efforcé, dit-il, de vous présenter une image aussi vivante que possible des événements de cette guerre sans trop charger l'histoire de détails, et mis à part ce qui concerne les exploits de Jean de Gamala, dont Josèphe ne dit rien, j'ai suivi strictement sur tous les points le récit de cet historien. »
Cela n'a pas empêché au siècle suivant un certain Luigi Cascioli, ingénieur agronome, lancé dans la critique de la Bible sans avoir fait d'études sérieuses, d'affirmer que ce Jean de Gamala avait réellement existé et que c'était d'après lui qu'on avait imaginé le personnage de Jésus. Cette théorie semble avoir connu un grand succès sur des sites athées ou antichrétiens mais n'a pas reçu le moindre écho dans le monde universitaire.

## Points de vue controversés
Pendant sa vie déjà, l’œuvre de Henty était l’objet de controverses ; certains écrivains victoriens accusaient les romans de Henty de xénophobie envers les non-Britanniques et s’opposaient à sa façon de glorifier l'impérialisme britannique. Dans des livres comme True to the Old Flag (1885) qui soutient le camp loyaliste dans la guerre d'Indépendance américaine, et In the Reign of Terror (1888) et No Surrender! A Tale of the Rising in La Vendée (1900) qui sont violemment hostiles à la Révolution française. Et pourtant, dans le roman de Henty In Freedom's Cause: A Story of Wallace and Bruce (1885) le héros combat les Anglais, et dénonce les actions du roi d'Angleterre, Édouard Ier
Le roman de Henty With Lee in Virginia a un protagoniste qui se bat sur le côté de l’« aristocratique » Confédération contre l'Union.
La popularité de Henty parmi les enseignants à domicile n’est pas dénuée de controverse, et un de ses livres a été considéré comme raciste par la commentatrice politique Rachel Maddow. Carpenter et Pritchard notent que, si « le travail de Henty regorge en effet de stéréotypes sur les races (et sur les classes) », il créait quelquefois des personnages sympathiques appartenant à des minorités ethniques, comme que le serviteur indien qui épouse une femme blanche dans With Clive in India, et ils font remarquer que Henty admirait l'Empire turc. Certains accusent Henty de tenir les Noirs dans un mépris total, et on le voit dans des romans comme By Sheer Pluck: A Tale of the Ashanti War et A Roving Commission, ou, Through the Black Insurrection at Hayti. Kathryne S. McDorman déclare que Henty n’aimait pas les Noirs et aussi que, dans l’imaginaire de celui-ci, « ... les Boers et les Juifs étaient considérés comme tout aussi ignobles ». Dans By Sheer Pluck: A Tale of the Ashanti War, M. Goodenough, un entomologiste fait remarquer au héros :
Ils [les nègres] sont exactement comme des enfants... toujours en train de rire ou de se disputer. Ils sont d’un bon naturel et passionnés, indolents, même s’ils travailleront dur pour un temps limité ; intelligents jusqu'à un certain point, complètement stupides au-delà. L'intelligence moyenne d'un nègre est à peu près égale à celle d'un enfant européen de dix ans... Ils parlent avec facilité, mais leurs idées sont empruntées. Ils sont absolument sans originalité, absolument sans pouvoir d’invention. Quand ils vivent chez les blancs, leurs facultés d’imitation leur permettent d'atteindre un niveau estimable de civilisation. Abandonnés à eux-mêmes ils rétrogradent jusqu’à un état à peine au-dessus de leur sauvagerie native
Dans la préface de son roman A Roving Commission (1900) Henty assure que « la condition des nègres en Haïti a chuté au niveau de celle des tribus africaines sauvages » et selon lui « sauf si un pouvoir blanc énergique occupait l'île et faisait respecter la loi et l'ordre » cette situation ne changera pas.
Dans le roman Facing Death: A Tale of the Coal Mines, Henty se prononce contre les grèves et le héros de l’histoire, Jack Simpson, qui appartient à la classe ouvrière, étouffe  une grève des mineurs de charbon.
Une étude par Deirdre H. McMahon dans Studies of the Novel en 2010 présente ses romans comme jingoïstes et racistes et montre que durant la décennie précédente « de nombreuses études critiques dans des journaux et des sites Internet appartenant à la droite et à des chrétiens conservateurs applaudissent les textes de Henty comme des lectures modèles et aptes à faire réfléchir les enfants, surtout les garçons. Ces revues ignorent souvent le racisme de Henty en considérant sa version de l'empire comme d’un héroïsme et d’un patriotisme rafraîchissants ».
En 1888, sur la page intérieure de la jaquette de Captain Bayley's Heir, The Times (de Londres) écrit que le personnage décrit par Henty dans With Lee in Virginia «... prouve courageusement sa sympathie envers les esclaves appartenant à des maîtres brutaux ... » et se tire d’affaire grâce au « dévouement d'un serviteur noir et d'un esclave en fuite qui il avait donné son aide. » Le critique littéraire recommande le livre.

## Référence de traduction
- (en) Cet article est partiellement ou en totalité issu de l’article de Wikipédia en anglais intitulé « G. A. Henty » (voir la liste des auteurs).